# Józef Janson
Józef Aleksander Janson (ur. 25 listopada 1910 w Kucowie, zm. 13 listopada 2000) – polski ksiądz, więzień stalinowski.

## Biografia
Józef Aleksander Janson urodził się we wsi Kuców 25 listopada 1910 roku. Rodzice Aleksander i Teofila z domu Zawadzka byli rolnikami, posiadali własne gospodarstwo. Józef Janson ukończył Prywatne Gimnazjum Humanistycznego Stanisława Niemca w Radomsku, następnie wstąpił do Niższego Seminarium Duchownego Diecezji Podlaskiej w Janowie Podlaskim. Po spaleniu się seminarium w Janowie, powrócił do Kucowa i ukończył liceum w Radomsku. W 1929 roku wstąpił do Seminarium Duchownego Diecezji Częstochowskiej w Krakowie. Po ukończeniu studiów filozoficzno-teologicznych na Wydziale Teologicznym Uniwersytetu Jagiellońskiego 22 czerwca 1934 roku, przyjął święcenia kapłańskie z rąk bpa Teodora Kubiny 29 czerwca 1934 roku.
W latach 1934–1945 ks. Janson pracował jako wikariusz i katecheta w parafiach diecezji częstochowskiej: Bęczkowice, Chruszczobród, Sączów oraz Sosnowiec – Parafia Wniebowzięcia Najświętszej Maryi Panny. W 1945 roku mianowany został administratorem Parafii św. Antoniego z Padwy w Kiełczygłowie w dekanacie pajęczańskim.
Na nowej placówce duszpasterskiej kapłan spotkał się z niezwykle trudną sytuacją materialną parafian. Większość parafian została wywieziona, wracała z pracy przymusowej na zachodzie, gospodarstwa były przed zakończeniem wojny ograbione przez opuszczających Kiełczygłów i okolicę folksdojczów. Na terenie parafii operował oddział Konspiracyjnego Wojska Polskiego, dochodziło do starć z funkcjonariuszami UB, były ofiary śmiertelne. Podczas jednego z pogrzebów 1 listopada 1948 roku ks. Janson miał wyrazić się: „obok Polaków zamordowanych przez Niemców leży człowiek poległy w walce bratobójczej”. Kapłana aresztowano 10 stycznia 1949 roku. Został oskarżony o działalność wrogą wobec Polski Ludowej. „Express Ilustrowany” podał informację, iż ksiądz „zmierzał do zmiany ustroju państwa”. Sąd zarzucił mu również, iż publicznie krytykował orzeczenia sądowe wobec ks. Tomasza Opasiewicza. By jak najszybciej zakończyć proces ks. Janson podpisywał podkładane mu protokoły. Został skazany na 4 lata więzienia oraz na utratę praw publicznych i obywatelskich praw honorowych przez 2 lata. Karę odbywał w więzieniu we Wronkach. Został uwolniony 9 stycznia 1953 roku. Od 6 lutego 1953 roku był ponownie proboszczem w Kiełczygłowie. 29 lipca 1959 roku mianowano go proboszczem w Sosnowcu w parafii św. Andrzeja Boboli.
W Sosnowcu ks. Janson, oprócz obowiązków proboszczowskich, zaangażowany był w budowę kościoła parafialnego. Władze państwowe wyraziły zgodę na jego budowę 16 stycznia 1959 roku, prace rozpoczęto 10 czerwca 1959. Gdy ks. Janson przybył do Sosnowca, pozwolenie wycofano. Ostatecznie budowa mogła ruszyć dopiero w 1974 roku. Pozwolenia udzielił gen. Jerzy Ziętek. Kościół i plebanię oddano w stanie surowym 18 października 1978 roku. Kościół konsekrował ordynariusz częstochowski Stefan Bareła 20 września 1981 roku.
Ks. Janson od 19 września 1959 pełnił obowiązki dziekana dekanatu Wniebowzięcia NMP w Sosnowcu. Papież Jan XXIII nadał mu tytuł szambelana papieskiego 25 kwietnia 1960 roku. Proboszczem przestał być w 1990 roku. Od 1992 roku był emerytowanym kapłanem diecezji sosnowieckiej. W 1993 roku Sąd Wojewódzki w Łodzi uznał wyrok z 22 marca 1949 za nieważny.
Prałat Janson zmarł 13 listopada 2000 roku. Został pochowany na Cmentarzu Parafii Katedralnej Wniebowzięcia NMP w Sosnowcu.

## Upamiętnienia
- W maju 2017 roku imieniem ks. Józefa Jansona nazwano ulicę w Kiełczygłowie[1].
- Tablica w kościele św. Andrzeja Boboli w Sosnowcu[2].
- Tablica w kościele w Kiełczygłowie[4]